# Saga (svensk musikgrupp)
Saga var ett svenskt progressivt rockband.
Saga bildades av Christer Stålbrandt efter att November splittrats. På deras självbetitlade album Saga (Sonet SLP-2550), som utgavs 1974 och är mer progressivt än Novembers inspelningar, medverkar även Björn Isfält från Xtra på cello och Christer Eklund från Grapes of Wrath på saxofon. Mats Norrefalk spelade senare med Thomas Wiehe, Raj Montana Band och Mamba. 

## Medlemmar
- Christer Stålbrandt (sång, bas)
- Kenny Bülow (gitarr, sång)
- Mats Norrefalk (gitarr, sång)
- Sten Danielsson (trummor)